# Langenberg
Langenberg és un municipi situat en el districte de Gütersloh, en l'Estat federat de Rin del Nord-Westfàlia (Alemanya), amb una població a finals de l'any 2016 de 8.349 habitants.
Està ubicat al nord-oest de l'estat, a la regió de Detmold, prop de la riba del riu Ems i la frontera amb l'estat de Baixa Saxònia.
Des de l'any 2005 és vila del llibre, "bücherdorf" en alemany.